# Andy Hull
 (juin 2013).
Si vous disposez d'ouvrages ou d'articles de référence ou si vous connaissez des sites web de qualité traitant du thème abordé ici, merci de compléter l'article en donnant les références utiles à sa vérifiabilité et en les liant à la section « Notes et références ».
Pour les articles homonymes, voir Hull.
John Andrew Hull (né le 7 novembre 1986), connu sous le nom d'Andy Hull est un chanteur, guitariste et compositeur américain du groupe de rock indie Manchester Orchestra. Il est aussi connu pour son projet Right Away, Great Captain!.

## Biographie
Andy Hull est né à Atlanta. Il vit ensuite à Richmond Hill avec sa famille pendant sept ans et retourne à Atlanta à 14 ans. Ses parents lui achètent alors une guitare dont il apprend à jouer seul. Un an plus tard, il commence à écrire et jouer des chansons avec un ami qui joue de la basse. Après la dissolution de ce premier groupe, il en crée un autre avec Chris Freeman qui fera également partie de Manchester Orchestra. 

## Discographie
Avec Manchester Orchestra
- 5 Stories (2004)
- You Brainstorm, I Brainstorm, but Brilliance Needs a Good Editor (2005)
- I'm Like a Virgin Losing a Child (2006)
- Let My Pride Be What's Left Behind (2008)
- Fourteen Years of Excellence (2009)
- Mean Everything to Nothing (2009)
- The MySpace Transmissions: Manchester Orchestra (2009)
- Live at Park Ave (2009)
- I Could Be the Only One (2010)
- Simple Math (2011)
- COPE (2014)
- HOPE (2014)
- A Black Mile to the Surface (2017)
- The Million Masks of God (2021)

Avec Bad Books
- Bad Books (2010)
- II (2012)
- III (2019)

Avec Right Away, Great Captain!
- The Bitter End (2007)
- The Eventually Home (2008)
- The Church of the Good Thief (2012)
- The Lost Sea (2012)

Avec The Tiger Society
- The Tiger Society

Avec East on Autry
- Superhits USA (2004)

Invité sur d'autres titres
- Winston Audio
  - Keeping It Down
- O'Brother
  - Sputnik
  - Machines Part I
  - Easy Talk (Open Your Mouth)
- The Dear Hunter
  - I Couldn't Do It Alone – Red
  - A Curse of Cynicism – Red
  - Deny It All – Red
- Weatherbox
  - The Devil And Whom
- Frightened Rabbit
  - Architect
- Grouplove
  - Make It To Me
- Bones
  - TellMeSomethingIDontKnow
- Touché Amoré
  - Limelight
- Paris Jackson
  - Eyelids